# Lijst van straten in Huizen
Dit is een lijst van straten in Huizen (provincie Noord-Holland) en hun oorsprong/betekenis.

## A
- 1e Woningbouwstraat - Woningbouw
- Aak - aak (schip), een schip
- Aalberselaan - Petrus Josephus Matthaeus Aalberse, een Nederlands politicus (1871-1948)
- Abbert - eilandje in het Drontermeer
- Achterbaan -
- Akkerweg - akker (landbouw)
- Alaskastroom - Alaskastroom, een zeestroom
- Albardastraat - Albarda - patriciaatsgeslacht
- Albert Schweitzerlaan - Albert Schweitzer was een Duitse arts, lutherse theoloog, filosoof, musicus en medisch zendeling.
- Alblas - De Alblas is een riviertje in de Nederlandse provincie Zuid-Holland.
- Aletta Jacobslaan - Aletta Jacobs was een Nederlandse arts en feministe.
- Alidalaan -
- Ambachtsweg - ambacht (handwerk)
- Ambonlaan - Ambon (eiland), een eiland in Indonesië
- Amer - oude naam voor Eem
- Amersfoortsestraatweg - Amersfoort
- Amstel - Amstel, rivier in Amsterdam
- Amstenrade - Amstenrade is een kerkdorp in het zuiden van Nederlands Limburg.
- Andoorn - andoorn
- Anker - anker (schip), een deel van een schip
- Anne Franklaan - Anne Frank
- Antennestraat - antenne (straling), apparaat voor het ontvangen of uitzenden van elektromagnetische straling;
- Antillenstroom - De Antillenstroom is een warme oceaanstroom in de Noord-Atlantische Oceaan, ze loopt in noordwestelijke richting langs de eilanden die de scheiding vormen tussen de Caraïbische Zee en de Atlantische Oceaan.
- Antilope - Antilope is de naam die wordt gegeven aan verscheidene holhoornige hoefdieren, die voornamelijk in Afrika leven. Enkele soorten leven in Azië.
- Antoni van Leeuwenhoekhof - Anthoni van Leeuwenhoek was een Nederlandse handelsman, landmeter, wijnroeier, glasblazer en microbioloog.
- Archipelplein - archipel, een synoniem voor eilandengroep
- Arie de Waalstraat (voorheen Parklaan) - Arie de Waal (Wijk bij Duurstede, 4 juli 1917 - Huizen, 28 september 1944), agent van politie. Als verzetsman in het Gooi onder andere betrokken bij wapendistributie. Gefusilleerd in Huizen, kreeg het Kruis van Verdienste.[1]
- Aristoteleslaan - Aristoteles (Stageira, 384 v.Chr. – Chalkis, 322 v.Chr.) was een Grieks filosoof die met Socrates en Plato wordt beschouwd als een van de invloedrijkste klassieke filosofen in de westerse traditie.
- Atelierweg - Een atelier is een werkplaats, in het bijzonder die van een beeldend kunstenaar.
- Augustinuslaan - Augustinus van Hippo, ook wel Aurelius Augustinus, kerkvader

## B
- Baanbergenweg -
- Bachlaan - Johann Sebastian Bach, was een Duitse componist.
- Bakboord - Bakboord is de linkerzijde van een schip.
- Balilaan - Bali is een Indonesisch eiland.
- Banjaard -Verwijst naar en stelsel bankplaten in de Noordzee.
- Bark - bark (zeilschip), vaartuig
- Beemsterboerstraat -
- Beethovenlaan - Ludwig van Beethoven was een Duitse componist, musicus, virtuoos en dirigent.
- Belle van Zuylenhof - Belle van Zuylen
- Bereklauw - berenklauw, plantensoort
- Berkel - Berkel (rivier), riviertje in Noord-Brabant
- Berkenlaantje - berk, boomsoort
- Berlagestraat - Hen(d)rik Petrus Berlage (1856 - 1934), Nederlands architect
- Bestevaer - Miciel de Ruyter
- Betuining -
- Beukenlaan - beukenboom
- Beursweg -
- Bever - De Bever is een knaagdier die voorkomt in Europa en Noord-Azië.
- Bezaan - De bezaan is een zeil dat aangeslagen is aan de achterste mast, de bezaansmast.
- Bierweg - bier
- Bies - bies, plantennaam
- Biggekruid - biggenkruid
- Bikbergerweg - Bikbergen
- Blaricummerstraat - Blaricum
- Bloemenweg - bloem (plant)
- Bloesem - bloesem
- Boeg - boeg (schip), voorste deel van een schip
- Boeier - boeier, platbodemvaartuig
- Boerensteeg -
- Borneolaan - Borneo, eiland in Indonesië
- Boslaan - bos
- Botterstraat - botter, platbodem
- Botterwijnseweg - wijnsoort[2]
- Bovenlangewijnseweg -
- Bovenmaatweg - een wijk in Huizen
- Bovenweg - een wijk in Huizen
- Braam - braam (plant)
- Branding - branding (natuurverschijnsel)
- Brasem - brasem, zoetwatervis
- Brasempad - brasem, zoetwatervis
- Brede Englaan - enk
- Brederode - Huis Brederode, een (hoog)adellijke familie uit Holland
- Breezand - Breezand, een voormalig werkeiland aan de Afsluitdijk.
- Bremweg - brem (plant), plantennaam
- Brunel - brunel (geslacht), plantengeslacht
- Bunt - buntgras
- Burgemeester Munnikhuizenstraat - J.J. Munnikhuizen, burgemeester van Huizen van 07-01-1884 – 19-04-1912[3]
- Burgemeester Fonteinlaan - Freerk Fontein, VVD-burgemeester van 16-04-1972 - 01-03-1987

## C
- Ceintuurbaan - ceintuur
- Celebeslaan - Celebes, eiland in Indonesië
- Cesar Francklaan - César Franck was een Frans componist, pianist, organist, dirigent en muziekpedagoog die in Luik werd geboren toen deze stad onderdeel was van het Verenigd Koninkrijk der Nederlanden.
- Colijnlaan - Hendrik Colijn, politicus
- Confuciushof - Confucius
- Crailose Hof - Crailo
- Crailoseweg - Crailo
- Crocusstraat - Krokus

## D
- Dahliastraat - dahlia, plant
- Damwand - damwand, grond- en/of waterkerende constructie
- De Drifter -
- De Drost - drost
- De Geldersman -
- De Ginckellaan -
- De Haar -
- De Hofstede - hofstede
- De Klencke - De Klencke is een havezate nabij de plaats Oosterhesselen in de Nederlandse gemeente Coevorden.
- De Regentesse - regent (bestuurder)
- De Ruyterstraat - Michiel de Ruyter, admiraal
- De Savornin Lohmanlaan - De Savornin Lohman (geslacht)
- Deelweg - deel
- Deining - zeedeining
- Dekemastate - Dekemastate
- Delfland - Baljuwschap Delfland, baljuwschap behorend tot het graafschap Holland;
- Delta - rivierdelta
- Dieze - Dieze, een rivier in 's-Hertogenbosch;
- Dinkel - Dinkel
- Disselweg - Dissel (transport) - een hulpmiddel om een kar of aanhangwagen te trekken
- Doctor A. Plesmanlaan - Albert Plesman, Nederlands luchtvaartpionier
- Doctor Jan Schoutenlaan -
- Doctor Kuyperlaan - Abraham Kuyper, Nederlands politicus
- Doctor Lelylaan - Cornelis Lely (1854–1929), een Nederlandse ingenieur, waterbouwkundige, minister en gouverneur
- Doctor de Visserlaan -
- Doctor Willem Dreeslaan - Willem Drees
- Donge - Donge, rivier
- Doolhofje - doolhof
- Doolhofstraat - doolhof
- Draaikom - Zwaaikom
- Drafnalaantje - Landgoed Drafna, buitenplaats nabij Naarden-Vesting
- Driftweg - Drift (weg), een weg waar vee langs wordt gedreven
- Droogdok - droogdok
- Drossaardlaan - Drossaard, voormalig lokaal ambtenaar
- Duinweg - duin
- Duivenvoorde -Kasteel Duivenvoorde
- Dukdalf - dukdalf

## E
- E. Ludenstraat - Emil Luden, de eerste voorzitter van vereniging Stad en Lande Gooiland
- Edelhert - edelhert
- Edisonstraat - Thomas Edison, Amerikaans zakenman en uitvinder
- Eek - Eek (eik) dat vroeger gebruikt werd voor het leerlooien en het bestaat uit de bast van de eik.
- Eekhoorn - eekhoorn (rode eekhoorn, ofwel Sciurus vulgaris)
- Eem - Eem, rivier in Utrecht
- Eemlandweg - Eemland (streek), een streek in het noordoosten van de Nederlandse provincie Utrecht
- Eemnesserweg - Eemnes
- Eeshof -
- Eierlanden - Eierland
- Eikenlaantje - eik
- Eksterlaan - ekster
- Eland - eland
- Elleboogstraat - gebogen straat
- Ellertsveld - Ellertsveld in Drenthe
- Energieweg - energie
- Engweg - enk is een benaming voor een verhoogde akker, zie Es
- Enkhuizerzand - Enkhuizen
- Erasmushof - Desiderius Erasmus (1469 ? - 1536), Nederlands filosoof, theoloog en humanist.
- Ereprijs - ereprijs, plantensoort
- Ericaweg - Ericaterrein, natuurgebied
- Estrikweg - estrik
- Etty Hillesumlaan - Etty Hillesum geboren in een Nederlands-joodse familie, kreeg bekendheid door de publicatie van haar dagboek, 38 jaar nadat zij in Auschwitz werd vermoord.

## F
- Falklandstroom - Falklandstroom, een zeestroom
- Fauna - fauna, dierlijk leven
- Flevolaan - Flevomeer
- Floridastroom - Florida (staat), een staat in de Verenigde Staten van Amerika
- Fluitekruid - fluitekruid, plantensoort
- Fok - fok, voorste zeil
- Frans Halslaan - Frans Hals, schilder
- Friesewal - Friesland

## G
- Gaast - Gaast (Súdwest-Fryslân), dorp in Friesland.
- Galjoen - voor de boeg uitstekende constructie aan een zeilschip
- Gazelle - gazellen, een groep zoogdieren uit de familie der holhoornigen
- Gemeenlandslaan -
- Gems - gems, een zoogdier
- Gerbrandylaan - Pieter Sjoerds Gerbrandy (1885-1961), Nederlands politicus, minister-president tijdens de Tweede Wereldoorlog
- Giek - giek
- Godelinde - Godelinde, laatste abdis van de toenmalige Abdij van Elten met het klooster genoemd naar St. Vitus
- Goethehof - Johann Wolfgang von Goethe, Duits schrijver
- Golfstroom - Golfstroom
- Gooierserf - Erfgooiers
- Gooilandweg - Het Gooi, een landstreek in de provincie Noord-Holland
- Gooimeerpromenade - Gooimeer
- Gooisekust - Het Gooi
- Gouwe - Gouwe, gekanaliseerde rivier in de provincie Zuid-Holland
- Graaf Floris - Floris V
- Graaf Gerolf - Gerulf I was graaf van West-Frisia (comes Fresonum), vanaf ongeveer 885.
- Graaf Wichman - Wichman IV - graaf van Hamaland en stichter van het stift Elten
- Graaf Willem -
- Grasweg - gras
- Gravenstraat - Graaf (titel)
- Gravin Gertrude -
- Grenspad - grens tussen Naarden en Huizen
- Greppelweg - Greppels zijn lange geulen in akkers en weilanden.
- Griend - Griend, een begroeide zandplaat in het Nederlandse deel van de Waddenzee
- Grift - Biltsche en Zeister Grift, een in de 17e eeuw gegraven kanaal dat Zeist, De Bilt en Utrecht verbindt.
- Groen van Prinstererlaan - Guillaume Groen van Prinsterer, een 19e-eeuws Nederlands politicus.
- Groeneveld - Kasteel Groeneveld (Baarn), een voormalig buiten in Baarn, nu in gebruik als museum
- Groenhof -
- Groenlandstroom - Oost-Groenlandstroom, een zeestroom
- Grondel - Grondelachtigen, meerdere families onder de straalvinnigen

## H
- Haardstedelaan - haardstede, benaming voor een huis, in het bijzonder voor een boerderij.
- Hagedis - hagedissen
- Hamster - hamster
- Handellaan - Georg Friedrich Händel, componist
- Hangenweg -
- Hannie Schaftlaan - Hannie Schaft
- Harderwijkerzand - Harderwijk
- Havenstraat - haven
- Hazewind - windhond
- Heidelaantje - heide
- Hellingstraat - Een onderdeel van een scheepswerf
- Helm - helm (gras), een grassoort
- Hendrik de Keyserstraat - Hendrick de Keyser, architect
- Henri Dunantpark - Henri Dunant, ontvanger eerste Nobelprijs voor de Vrede
- Herdersweg - schaapherder
- Herik - herik
- Hermelijn - hermelijn, een klein zoogdier uit de familie der marterachtigen
- Het Spijk - een spijk is schiereiland in een rivier[4]
- Hinde - Hertachtigen
- Hoefblad - Hoefblad (Petasites) is een geslacht uit de familie Asteraceae. De botanische naam Petasites is afgeleid van het Oudgriekse woord 'petasos' dat een herdershoed aanduidt.
- Hoeker - hoeker, een rondgebouwde driemaster van Nederlandse oorsprong uit de zeventiende eeuw.
- Hoeveweg - hoeve
- Hoge Kampweg -
- Hoge Zeeweg - Zuiderzee
- Hoofdweg -
- Hooghuizenweg - hoog Huizen
- Hooiweg - hooi, gedroogd gras
- Hoornsehop - Hoornse Hop, een inham van het Markermeer waaraan de stad Hoorn ligt.
- Houtrib - Houtribdijk
- Hugo de Grootsingel - Hugo de Groot, rechtsgeleerde
- Huizermaatweg - Huizermaat
- Hulweg - Hul (muts)
- Hunsingo - Hunsingo (streek), een streek in Groningen
- Hunze - Hunze, rivier in Drenthe en Groningen
- Hyacintstraat - hyacint, plantensoort.

## I
- Iepenlaan - iep
- IJsbaankade - ijsbaan
- IJsselmeerstraat - IJsselmeer
- IJzeren Veldweg - IJzeren Veld, natuurgebied in Huizen
- Imkerweg - imker, bijenhouder
- Impala - impala of rooibok (Aepyceros melampus) is een van de meest algemene antilopesoorten in Afrika ten zuiden van de Sahara.

## J
- J. L. van Osstraat -
- J. van Woensel Kooylaan -  J. van Woensel Kooy nam het initiatief tot oprichting van de NV Oud-Bussem Exploitatie maatschappij.[5]
- Jacob van Campenstraat - Jacob van Campen, Nederlands schilder en architect
- Jacob van Heemskerkstraat - Jacob van Heemskerck, Nederlands zeevaarder
- Jacob van Wassenaerstraat - Jacob van Wassenaer Obdam, Nederlands zeevaarder
- Jagersweg - jager
- Jan Steenlaan - Jan Steen, Nederlands schilder
- Jan van Brakelstraat - Jan van Brakel, Nederlands vlootvoogd
- Jan van Galenstraat - Jan van Galen, Nederlands vlootvoogd
- Javalaan - Java, een eiland in Indonesië
- Johan Evertsenstraat - Johan Evertsen (1600-1666), Nederlands admiraal in de Tachtigjarige Oorlog en de Eerste en Tweede Engels-Nederlandse Oorlog
- Johannes Vermeerlaan - Johannes Vermeer, schilder
- Jol - jol (boot), diverse soorten roei- of zeilboten worden jol genoemd
- Joost Banckertstraat - Joost Banckert

## K
- K P C de Bazelstraat - K.P.C. de Bazel, architect
- Kaap Hoornstroom - Kaap Hoorn
- Kabelweg - kabel, gewonden touw
- Kajuit - kajuit
- Kalmoes - kalmoes, plantensoort
- Kamperzand - Kamperzand
- Karel Doormanlaan - Karel Doorman, Nederlands marinier
- Kastanjelaan - kastanje
- Kattenstaart - kattenstaart, plantengeslacht
- Keizer Otto - Otto I de Grote, was hertog van Saksen, koning van Duitsland, koning van Italië.[6]
- Kerkstraat - Oude Kerk (Huizen) (Nederlands-Hervormde gemeente)
- Keucheniusstraat - Levinus Wilhelmus Christiaan Keuchenius, Nederlands advocaat en politicus.
  - Keucheniushof[7]
  - Keucheniuspaadje
- Kielzog - turbulentie achter een bewegend voorwerp, zoals een schip of vliegtuig.
- Kierkegaardhof - Peter Kierkegaard (1805-1888), Deens theoloog en politicus
- Klaver - klaver (plant)
- Kleinejanstraat -
- Klipper - klipper, snel zeilschip met een scherpe boeg en een of meer masten, dat eind 19e eeuw en begin 20e eeuw in gebruik was.
- Koedijk - Koedijk, natuurgebied
- Koers - richting
- Kogge - kogge
- Kombuis - scheepskeuken
- Kompas - Een kompas is een navigatie-instrument om de richting ten opzichte van het noorden te bepalen.
- Koningin Julianastraat - Juliana der Nederlanden
- Koningin Wilhelminaplein - Wilhelmina der Nederlanden
- Koningin Wilhelminastraat - Wilhelmina der Nederlanden
- Kooizand - Kooizand, water voor de oude stadsmuur van Enkhuizen, begrensd door de dam van het Krabbersgat,[8]
- Koppelweg -
- Korhoenlaan - korhoen
- Kornwerd - Kornwerderzand
- Korte Langewijnseweg -
- Kortenaerstraat - Egbert Bartolomeusz Kortenaer, een Nederlandse 17e-eeuwse admiraal.
- Korvet - korvet, type fregat
- Kostmand - een winkelcentrum in de wijk Oostermeent
- Kotter - kotter
- Krib - krib (rivier)
- Kronenburgerdwarsstraat - Kronenburg (kasteel), een voormalig kasteel in Loenen, Utrecht
- Kronenburgerstraat - zie hierboven
- Kroos - het plantengeslacht kroos
- Kropaar - kropaar
- Kruin - kruin
- Kuinder - Kuinder (De Tsjonger of De Kuunder), riviertje de Kuinder of Tjonger
- Kweek - kweek, plantensoort

## L
- Labradorstroom - Labradorstroom, een zeestroom
- Lage Laarderweg - naar Laren in Noord-Holland
- Lama - lama, een Zuid-Amerikaans hoefdier
- Lamantijn - lamantijn
- Lamoenweg - Lamoen (tuig) - het 'disselraam' waarin een trekdier voor een voertuig loopt
- Landweg -
- Langestraat -
- Leekerhoek -
- Leeuwebek - leeuwebek, plantensoort
- Leonardo da Vincihof - Leonardo da Vinci
- Lieven de Keystraat - Lieven de Key, Nederlands architect
- Lijzij - lijzijde
- Lindenlaan - linde (boom)
- Lis - Lis (geslacht), een geslacht uit de lissenfamilie (Iridaceae)
- Loefzij - loefzijde
- Loevestein - Slot Loevestein
- Logger - logger
- Look - look (geslacht) (Allium), een plantengeslacht uit de lookfamilie
- Loswal - kade
- Lumeystraat - Willem II van der Marck Lumey, beruchte en wrede geuzenleider.[9]

## M
- Maaiersweg - maaien
- Mackaylaan - Mackay (geslacht), een van oorsprong Schotse familie waarvan leden sinds 1815 tot de Nederlandse adel behoren.
- Magdaleenweg -
- Marconistraat - Guglielmo Marconi, een Italiaans natuurkundige, uitvinder en ondernemer.
- Marga Klompéhof - Marga Klompé
- Maria Montessorilaan - Maria Montessori
- Mark - Mark (grens), Oud-Nederlands woord voor grens
- Marter - Een dier behorende tot een geslacht van middelgrote roofdieren, de Marters (bijvoorbeeld boommarter, steenmarter).
- Martin Luther Kingpark - Martin Luther King
- Meentweg - meent, gemeenschappelijke gronden
- Meerpaal - een meerpaal is een bolder of dukdalf
- Melkweg - genoemd naar de voerweg van de boeren die van de meent terugkeerden met melk van hun daar gemolken koeien
- Merino - Merino is een van de bekendste schapensoorten van de wereld.
- Messchaertlaan - Johannes Messchaert, Nederlands zanger
- Middelgronden -
- Middenweg -
- Moeflon - moeflon
- Molenberg - heuvel, waarop de Huizer standerdmolen heeft gestaan (thans in het Openluchtmuseum)
- Monnickskamp -
- Morsestraat - Samuel Morse
- Mos - mossen, een afdeling van het plantenrijk
- Mozartlaan - Wolfgang Amadeus Mozart, componist en verreweg de beroemdste van de familie Mozart
- Muiderzand - Muiderzand (zandbank), ondiep deel van het IJmeer, met het eiland Pampus
- Munnikplaat -
- Museumlaan - museum

## N
- Naarderhop - Naarden
- Naarderstraat - richting Naarden
- Naardingerland - Naardincklant
- Narcisstraat - narcis
- Nieuwe Blaricummerweg - Blaricum
- Nieuwe Bussummerweg - Bussum
- Nieuwe Kerklaan - Verwijst naar de nieuwe kerk die aan die straat is gebouwd.
- Nijenrode - Kasteel Nijenrode
- Nijverheidsweg - nijverheid
- Nolenslaan - Willem Hubert Nolens was een Nederlands rooms-katholiek priester, politicus en Minister van Staat (benoemd op 22 augustus 1923).
- Noord Crailoseweg - Crailo
- Noorderbuurt -
- Noorderweg -
- Noordwal -

## O
- Omroeplaan - omroep
- Onderwei - historische lokale naam
- Oostergo - Oostergo
- Oostermeent-Noord - Oostermeent, wijk van Huizen
- Oostermeent-Oost - Oostermeent, wijk van Huizen
- Oostermeent-West - Oostermeent, wijk van Huizen
- Oostermeent-Zuid - Oostermeent, wijk van Huizen
- Oostkade - kade aan de oostzijde van de Aanloophaven
- Opperweg -
- Oranje Nassauplein - Huis Oranje-Nassau, uit midden-Duitsland afkomstig adelsgeslacht
- Oranje Weeshuisstraat - voormalig gereformeerd weeshuis in Huizen. Het werd in 1869 gebouwd van geld dat overbleef van een inzamelingsactie onder Nederlanders voor de slachtoffers van de watersnoodramp in 1861 in de Bommelerwaard.[10]
- Oranjehof -
- Oud Blaricummerweg - Blaricum
- Oud Bussummerweg - Bussum
- Oude Raadhuisplein - plein aan het voormalige raadhuis

## P
- Paardebloem - paardenbloem
- Pascalsingel - Blaise Pascal (1623-1662), Frans wis- en natuurkundige naar wie de eenheid van druk vernoemd is, christelijk filosoof, theoloog en apologeet
- Patrijslaan - patrijs, een akkervogel uit de familie van fazanten (Phasianidae)
- Paviljoenweg - Paviljoen (scheepsbouw), op klassieke zeilschepen
- Phohistraat - PHOHI ultrakorte golf zenders voor radio-uitzendingen, gebouwd in 1928.[11]
- Piersonlaan - Pierson
- Piet Heinstraat - Piet Hein (zeevaarder) (1577-1629), Nederlands kapitein en vlootaanvoerder, bekend van de verovering van de Zilvervloot.
- Piet Prinsstraat - Piet Prins, Nederlands schrijver
- Platohof - Plato was een Grieks filosoof en schrijver.
- Plaveenseweg - bedrijventerrein 't Plaveen
- Plecht - deel van een schip
- Plein 2000 - plein
- Ploegweg - Ploeg (werktuig), Werktuig voor landbewerking of het werken daarmee, het ploegen.
- Poolvos - poolvos
- Populierenlaantje - populier
- Postbus - Geen straatnaam, maar groepering van de postbussen.
- Prinses Irenestraat - Irene der Nederlanden
- Prof Slothouwerstraat - prof. dr. ir. Dirk Frederik Slothouwer, hoogleraar architectuur[12]
- Punter - punter, vaartuig
- Pythagoraspark - Pythagoras was een Grieks wiskundige, wijsgeer, filosoof en hervormer. Hij werd door sommigen als een van de Zeven Wijzen beschouwd.

## R
- Ra - Ra (zeil), dwarshout bovenaan een zeil.
- Raadhuisstraat - gemeentehuis
- Radboud - Radboud (koning), 8e-eeuws Friese koning;
- Radiolaan - radio
- Ree - ree
- Reiderland - Reiderland (landstreek) in het grensgebied van Nederland en Duitsland
- Rembrandtlaan - Rembrandt van Rijn was een Nederlandse schilder.
- Rendier - rendier
- Riet - riet
- Rijnland - gebied rond de Oude Rijn van Katwijk aan Zee tot Utrecht, grotendeels in de huidige provincie Zuid-Holland, en daarvan afgeleid verschillende bestuurlijke gebieden
- Rijsbergenweg - Rijsbergen is een dorp in de gemeente Zundert in de Nederlandse provincie Noord-Brabant.
- Roef - deel van een schip
- Roerstraat - roer (schip)
- Rokerijweg - roken (voedsel), het bewerken van voedsel door het in rook van smeulend hout te hangen.
- Rousseaulaan - Jean-Jacques Rousseau (1712-1778), auteur en invloedrijk filosoof
- Rozenhof - rozen, plantenfamilie
- Rozenstraat - rozen, plantenfamilie
- Ruysdaellaan - Salomon van Ruysdael (ca. 1600-1670), Nederlands kunstschilder en tekenaar

## S
- Salamander - salamanders, een orde van de amfibieën
- Salland - Salland
- Schaarweg - Schaar (gereedschap), type gereedschap dat wordt gebruikt om allerlei materialen door te knippen of af te knippen
- Schaepmanlaan - Herman Schaepman (1844-1903), priester, dichter en politicus
- Schapegras -
- Schapendrift - Drift (weg)
- Scheepswerf - scheepswerf
- Schieland - Baljuwschap Schieland, baljuwschap in het graafschap Holland
- Schipbeek - Schipbeek, zijstroom van de rivier de IJssel en stroomt door Duitsland en Nederland.
- Schipperstraat - schipper
- Schoener - schoener
- Schokker - Schokker (schip), een scheepstype
- Schokkinglaan -
- Schoolstraat - school
- Seringstraat - sering
- Sijsjesberglaan - Sijsjesberg (heuvel), een heuvel in de gemeente Huizen
- Sijtjespad -
- Simone de Beauvoirlaan - Simone de Beauvoir
- Slangekruid - slangenkruid
- Sloep - sloep
- Slootweg - watergang sloot
- Slotplaats - Slotplaats, een landgoed nabij Bakkeveen.
- Sluis - Sluis (waterbouwkunde); een (deel van een) waterkering
- Smallelaan -
- Snoek - snoek, roofvis
- Socrateshof - Socrates (filosoof) (470 v.Chr.- 399 v.Chr.), Grieks filosoof
- Spaanderbank -
- Spaarne - Spaarne
- Sparrenlaan - spar
- Sporkehout - Sporkehout, spork of gewone vuilboom (Rhamnus frangula, synoniem: Frangula alnus) is een plant uit de wegedoornfamilie (Rhamnaceae).
- Spui - spuisluis
- Stam - boomstam
- Steenkarper - steenkarper
- Steenplaat - zandplaat in de Waddenzee bij het eiland Texel.[13]
- Sterreboslaan - sterrenbos
- Stobbe - stobbe
- Strekdam - strekdam
- Studiostraat - studio
- Stukkenlaan -
- Stuurboord - stuurboord is de rechterzijde van een schip, gezien in de normale vaarrichting (naar de boeg toe gekeken).
- Stuw - stuw
- Sumatralaan - Sumatra, eiland in Indonesië

## T
- Taandersdwarsweg - Tanen is het conserveren van katoenen visnet, zeil of touw met cachou om verrotting door schimmels en bacteriën tegen te gaan.
- Taandersstraat - zie hierboven
- Talmastraat - Syb Talma was een Nederlands dominee en politicus[14].
- Teylingen - Slot Teylingen, slot in Teylingen
- Thomas Moresingel - Thomas More
- Thorbeckestraat - Johan Rudolph Thorbecke (Zwolle, 14 januari 1798 - Den Haag, 4 juni 1872) was een Nederlands staatsman van liberale signatuur. Hij wordt als de grondlegger van het parlementarisme in Nederland beschouwd.
- Tijm - tijm, plantensoort
- Tjalk - tjalk
- Tjonger - Tjonger, rivier in Friesland
- Transistorweg - transistor
- Transportweg - vervoer, het verplaatsen van personen of goederen
- Treiler - treiler
- Troelstralaan - Pieter Jelles Troelstra, Nederlands politicus
- Trompstraat - Maarten Harpertszoon Tromp, Nederlands zeevaarder
- Tuinstraat - tuin
- Tulpstraat - tulp
- Twickel - Twickel
- Twijg - twijg

## V
- Valkenaarstraat - een beoefenaar van de valkerij
- Valkeveenselaan - Valkeveen is een buurtschap in de gemeente Huizen, tegen de grens van Naarden, de A1 en het Gooimeer.
- Van Driellaan -
- Van Hogendorplaan - Van Hogendorp (geslacht), een adellijke familie
- Van Hoorns Houtweg -
- Van Houtenlaan -
- Van Limburg Stirumstraat - Huis Limburg Stirum
- Van Speykstraat - Jan van Speijk was een Nederlands kanonneerbootcommandant tijdens de Belgische opstand.
- Van Treslongstraat - Willem Bloys van Treslong, edelman uit de Zuidelijke Nederlanden.
- Van der Duyn van Maasdamlaan - Van der Duyn, Nederlands oud-adellijk geslacht
- Vecht - rivieren Overijsselse Vecht en Utrechtse Vecht
- Veenpluis - veenpluis
- Veldweg - veld
- Verbindingsweg -
- Verdilaan - Giuseppe Verdi was een van de grootste componisten van Italiaanse opera's, waarvan hij er in totaal zesentwintig schreef.
- Vijfhoekstraat - vijfhoek
- Vissersstraat - visser
- Vletstraat - Een vlet is een klein vaartuig van hout, staal of tegenwoordig ook kunststof. Doordat hij wordt gebruikt als bijboot, wordt iedere bijboot ongeacht het type wel als vlet aangeduid.
- Vlie - Vlie
- Vliegheiweg - Vliegheide, natuurgebied
- Vloedwal -
- Voorbaan -
- Voorn - voorn, zoetwatervis
- Vooronder - deel van een schip
- Vossestaart - vossestaart
- Vrouwenzand - Vrouwenzand, een ondiepte in de toenmalige Zuiderzee langs de zuidrand van Friesland

## W
- Wadden - wadden
- Wagenweg - wagen
- Walstro - walstro, plant
- Want - samenstel van bepaalde netten ten behoeve van de visserij (zie Vleetvisserij)
- Wasbeer - wasbeer
- Waterland - Waterland (regio), een streek in de Nederlandse provincie Noord-Holland
- Waterstraat -
- Wedekuil -
- Weegbree - Weegbree (Plantago) is een geslacht uit de weegbreefamilie (Plantaginaceae).
- Weideweg - weiland
- Westergo - Westergo
- Westhove - Kasteel Westhove, een kasteel op Walcheren
- Westkade - kade aan de westzijde van de Aanloophaven
- Wijgert Kooijlaan - Huizer architect
- Wikke - wikke, plant
- Wildweg - wild
- Wilhelmina Druckerhof - Wilhelmina Drucker, feministe
- Wimpel - wimpel
- Windvang - de hoeveelheid wind die een zeilschip vangt om vooruit te komen
- Wintergroen - wintergroen
- Witbol - Witbol (Holcus) is een geslacht uit de grassenfamilie (Poaceae).
- Witte de Withstraat - Witte de With, Nederlands vlootvoogd
- Woensbergweg - Woensberg
- Wolfskamerstraat - sportpark Wolfskamer

## Z
- Zadelrob - zadelrob
- Zeelt - zeelt
- Zeeweg - Zuiderzee
- Zegge - zegge, grassoort
- Zeilstraat - zeil (schip), windvangend onderdeel van een zeilboot * Zeisweg - zeis
- Zenderlaan - zender
- Zomerkade - zomerkade
- Zuiderweg -
- Zuiderzee - Zuiderzee, de grote binnenzee die tot de sluiting van de Afsluitdijk (1932) lag op de plaats van wat nu IJsselmeer heet.
- Zuidwal -
- Zusterlaantje -
- Zwarte Bergweg -
- Zwin - zwin (zee), de ruimte tussen strandbanken